# Jišmael
Jišmael je prema Bibliji Abrahamov prvorođenac sa služavkom Hagarom. Prema Starom zavjetu (Post 21:8-21) Jišmael
je protjeran zajedno sa svojom majkom Hagarom, zato što Abrahomova supruga Sara nije željela da Jišmael baštini Abrahamovo nasljeđe zajedno s njenim sinom Izakom.   

## Islam
U islamu je Jišmael, ili Ismail (arap: إسماعيل, Ismāʿīl) kako ga muslimani nazivaju, Abrahamov (Ibrahimov) prvorođenac kojeg je rodila Hatidža, i koji je izabrani prorok i Božiji glasnik. Njegovo ime se spominje 12 puta u Kuranu, uglavnom na listama o drugim prorocima. Prema islamskoj tradiciji, bio je to Jišmael
koga je Abraham želio prinijeti kao žrtvu Bogu, a ne kako to Biblija opisuje, Sarin sin Izak.
I judaizam i islam smatraju da je Jišmael praotac Arapa. Prema islamskoj tradiciji prorok Muhamed je Jišmaelov potomak preko njegovog sina Kedara.
Kaže se da su Abraham i Jišmael postavili temelje za Kabu i Meku koje je prvobitno sagradio Adam.